# Sapindus delavayi
Sapindus delavayi es una especie de árbol perteneciente a la familia Sapindaceae. Se encuentra en Asia.

## Descripción
Es un árbol de hoja caduca, cque alcanza un tamaño de 10 m de altura. La corteza es negro-marrón; con ramas pubescentes. Las hojas con pecíolo de 25-35 cm o más, el eje piloso; foliolos en número de 4-6 (o 7) pares, opuestos o, a veces casi alternos; peciólulos por lo general de menos de 1 cm, las hojas son ovales u oval-oblongas, de forma bilateral a menudo asimétrica, de 6-14 x 2,5-5 cm, como de papel, poco nítidas, sólo vellosas en la vena media y venas laterales, el envés velloso o escasamente subglabro, raramente glabro, nervios laterales a 18 pares, delgados, la base obtusa, el ápice agudo. Las inflorescencias son terminales, erectas, a menudo 3 veces ramificadas, el raquis principal y las ramas más fuertes con vellosidades. Flores zigomorfas.

## Distribución y hábitat
Se encuentra en los bosques, a una altitud de 1200-2600 metros en Guizhou, Hubei, Shaanxi, Sichuan y Yunnan

## Usos
Esta especie es utilizada con fines medicinales y por la madera.

## Taxonomía
Sapindus delavayi fue descrita por (Franch.) Radlk. y publicado en Sitzungsberichte der Mathematisch-Physikalischen Classe (Klasse) der K. B. Akademie der Wissenschaften zu München 20: 233, en el año 1890.
Etimología
Sapindus: nombre genérico que deriva de las palabras del latín sap que significa "jabón", e indicus, que significa "de la India ".
delavayi: epíteto otorgado en honor del botánico francés Pierre Jean Marie Delavay.
Sinonimia
- Pancovia delavayi Franch.[4]